# Huenia pacifica
Huenia pacifica är en kräftdjursart som beskrevs av Edward John Miers 1879.
Huenia pacifica ingår i släktet Huenia och familjen Epialtidae. Inga underarter finns listade i Catalogue of Life.